# Abacetus bredoi
Abacetus bredoi es una especie de escarabajo terrestre de la subfamilia Pterostichinae.  Fue descrito por Burgeon en 1934. 